# Heinrich Lammasch
Heinrich Lammasch, né le 21 mai 1853 à Seitenstetten (Basse-Autriche) et mort le 6 janvier 1920 à Salzbourg, est un professeur de droit et un homme politique autrichienne. Il est le dernier ministre-président d'Autriche, nommé par l'empereur Charles Ier le 27 octobre 1918.
Pacifiste convaincu et adepte de la neutralité, Lammasch est l'un des représentants de la république d'Autriche à la Société des Nations après la Première Guerre mondiale.